# Edmond Rostand
Edmond Rostand (Marsella, 1 d'abril del 1868 - París, 2 de desembre del 1918) va ser un autor dramàtic i poeta francès.
Edmond Rostand és famós especialment per la seva obra de teatre Cyrano de Bergerac, basada en el dramaturg honònim i estrenada a París el 1897 al Théâtre de la Renaissance. Aquesta obra va tenir un important èxit des de les seves primeres representacions i ha perviscut com un clàssic del teatre francès fins als nostres dies. L'obra de Rostand s'associa amb el neoromanticisme. Les seves obres romàntiques proporcionaven una alternativa al teatre realista popular durant el final del segle xix.

## Biografia
Edmond Rostand va néixer al si d'una família benestant de Marsella, ciutat on va romandre fins a començar estudis de dret a París. Allà es va establir posteriorment sense exercir la seva professió. El 1888 va escriure la seva primera obra de teatre: Le Gant rouge seguit d'un volum de poesia el 1890 Les musardises. Aquell mateix any va contreure matrimoni amb la poetessa Rosemonde Gérard, amb qui tingué dos fills: Maurice Rostand el 1891 i Jean Rostand el 1894.

## Cyrano de Bergerac
El 1894 va presentar una comèdia teatral reeixida: Les Romanesques. Però va ser la seva obra Cyrano de Bergerac estrenada el 28 de desembre de 1897 la que li va aportar una immensa glòria. El seu temor al fracàs amb aquesta obra va ser tal que va arribar a reunir els actors uns minuts abans de la primera representació per demanar perdó per haver-los involucrat en una obra tan arriscada. A partir de l'entreacte la sala aplaudia dempeus i Rostand va ser felicitat per un ministre del govern al final de la representació, que li va lliurar la seva pròpia medalla de la Legió d'honor per honorar-lo, afegint que tan sols s'estava avançant lleugerament en el temps amb aquesta condecoració. L'obra va finalitzar amb vint minuts d'aplaudiment ininterromput per part del públic.
L'obra reprenia l'orgull francès a través d'un carismàtic heroi després de la pèrdua militar d'Alsàcia-Lorena el 1870. Aquesta obra ha estat traduïda a nombrosos idiomes adquirint un èxit universal.

## Altres obres i anys posteriors
El 1900 el seu nou drama, L'Aiglon, adquirí un èxit important i Rostand fou recompensat amb un seient a l'Acadèmia francesa el 1901. El 1910 la seva obra Chantecler constituí un sonor fracàs.
El 1915, i després de divorciar-se de Rosemonde, Edmond es casà amb Mary Marquet.

## Obra
- Le Gant Rouge, 1888
- Les Musardises, 1890
- Les Deux Pierrots, Ou Le Souper Blanc, 1891 (traduïda al català)
- Les Romanesques, 1894 (traduïda al català)
- La princesse lointaine, 1895 (traduïda al català)
- La Samaritaine, 1897 (traduïda al català)
- Cyrano de Bergerac, 1897 (traduïda al català)
- L'Aiglon, en 6 actes, 1900
- Chantecler, en 4 actes, 1910
- La Derniere Nuit de Don Juan, 1921
- Le Cantique de L'Aile, 1922
- Le Vol de la Marseillaise, 1922

## Traduccions al català
- La samaritana. Evangeli en tres quadros, en vers. Traducció d'Antoni Bulbena-Tusell, inèdita. 1901.[notes 2]
- La princesa llunyana. Poema dramàtic en 4 actes. Traducció de Lluís Via i Pagès. 1909[eds 1]
- Cyrano de Bergerac. Tragicomèdia en 3 actes i en vers. Traducció d'Àlvar d'Orriols. 1970[eds 2]
- Cyrano de Bergerac. Traducció de Joan Borràs i Basora, inèdita. 1982.[notes 3]
- Cyrano de Bergerac. Traducció de Xavier Bru de Sala, premi Josep M. de Sagarra 1984. 1985[eds 3]
- Cyrano de Bergerac. Adaptació infantil de Jaume Policarpo. 2008[eds 4]
- Els dos Pierrots. Un entremès en vers. Traducció de Thom Christoph. 2012.[eds 5]
- Els novel·lescs. Peça en tres actes, en vers. Traducció de Thom Christoph. 2012.[eds 5]

### Edicions
1. ↑  Rostand, Edmond; Via, Lluís (traductor). La Princesa llunyana: poema dramatich en quatre actes.  Barcelona: Imprempta de la Vda. e J. Cunill, 1909 (Biblioteca teatralia).
2. ↑  Rostand, Edmond; Orriols, Àlvar d' (traductor). Cyrano de Bergerac, cadet de la Gascunya : tragicomèdia en cinc actes i en vers.  Barcelona: Millà, 1970 (Catalunya teatral. 2a. època, 112).
3. ↑  Rostand, Edmond; Bru de Sala, Xavier (traductor). Cyrano de Bergerac.  Barcelona - Sant Boi de Llobregat: Institut del Teatre - Edicions del Mall, 1985 (Biblioteca teatral, 40). ISBN 8474562430.
Rostand, Edmond; Bru de Sala, Xavier (traductor i adaptador). Cyrano de Bergerac [adaptació juvenil].  Barcelona: Proa, 1987 (El Fanal de Proa, 5). ISBN 8475881807.
4. ↑  Rostand, Edmond; Policarpo, Jaume (adaptador teatral). Cyrano de Bergerac.  Alzira: Bromera, 2008 (Micalet teatre, 32). ISBN 9788498243307.
5. 1 2  Rostand, Edmond; Christoph, Tom (traductor). Dues comèdies en vers: Els dos pierrots, o El sopar blanc; Els novel·lescs.  Barcelona: Llengua nacional, 2012. ISBN 9788461593996.